# تفرش
تَفرِش، یکی از شهرهای استان مرکزی ایران و مرکز شهرستان تفرش است. پس از اسلام این استان پهناور را عراق عجم می‌خواندند. نظامی گنجوی شاعر نامدار ایران در وصف استان عراق و تفرش ابیات بسیاری سروده‌ است.
در دوران پس از قاجار، عراق به اراک تغییرنام پیدا کرده‌است. تفرش در شمال شرقی اراک واقع و در بین رشته کوه‌هایی محصور است و آب و هوایی بسیار مطبوع دارد.
این شهر دارای هفتاد روستاست که از این میان می‌توان به کوهین، کبوران، نقوسان، بازرجان، دلارام (طراران)، جفتان و رودبار اشاره کرد.
شهر تفرش، مرکز شهرستان. در ارتفاع حدود ۲۰۰۰ متری، در ۹۰ کیلومتری شمال شرقی شهر اراک قرار دارد.
شهر تفرش دارای محله های مختلف از جمله خلچان ،شهرک،فم،استادیوم، کناربر،شهرکمعلم،یکه بهار،طرخوران،کهریز،تپه قلعه و... میباشد.
دیرینگی این شهر به پیش از اسلام می‌رسد و اغلب نام نخستین آن را «گبرش» می‌دانند که از «گبر» به معنی زرتشتی می‌آید. در دوران بعد از ورود اسلام و حاکمیت اعراب و زبان عربی بر ایران تفرش، طبرس نیز گفته شده‌است.

## نام
به استناد از متون کهنی که از دوره هخامنشیان دربارهٔ منطقه تفرش و اطراف آن پیدا شده نام این منطقه به واسطه محلی برای نگهداری ارتش و پادگان‌های نظامی آنها به پادرگان که بعد از ورود اعراب به بازرجان تبدیل شده یاد شده‌است. ریشه نام تفرش برگرفته از واژه «گَبرِش» می‌باشد و به زرتشتیان (گبرها) نسب می‌هد.
نام تفرش در منابع گوناگون به صورت طیرس، طَبْرَش، طَبْرَس، طبرتو، تبرس، تبرش، تپرش نیز ذکر شده‌است.

## تقسیمات کشوری
به لحاظ تقسیمات کشوری، تفرش تا قبل از ۱۳۳۶ نام یکی از شهرستان‌های اراک در استان یکم (مرکزی) بود. در ۱۳۳۶، قسمتی از بخش فراهان به نام «فراهان بالا» از توابع شهرستان اراک، قسمتی از بخش خلجستان از توابع شهرستان قم (شامل دهستان‌های دستگرد، راهجرد و وزوا)، شهرستان تفرش را تشکیل دادند که تا قبل از آن تمامی این مناطق جزو شهر آشتیان بودند و در سال ۱۳۵۶ شهرستان تفرش از آشتیان جدا گشته و به‌طور مستقل درآمد. تفرش شامل بخش‌های حومه و فراهان و دهستان رودبار در استان مرکزی شد. در ۱۳۶۶، در شهرستان تفرش هشت دهستان (کهندان، کبوران، روستای قدس، تراران، نقوسان، بازرجان، جفتان، فِشْک، رودبار، فرمهین، دهستان مجدآباد کهنه) شامل شد. در ۱۳۶۹، این شهرستان مشتمل بود بر بخش مرکزی به مرکزیت شهر تفرش شامل دهستان‌های کبوران و تراران و نقوسان و بازرجان و جفتان و رودبار و بخش فراهان به مرکزیت آبادی فرمهین شامل دهستان‌های فرمهین، مجدآباد کهنه و فشک. در تقسیمات کشوری ۱۳۷۴، دهستان‌های خرازان و کوه‌پناه نیز جزو این شهرستان ذکر شدند و تاکنون به همین صورت در تقسیمات کشوری باقی‌مانده‌اند.

## گیتاشناسی

### کوه‌ها

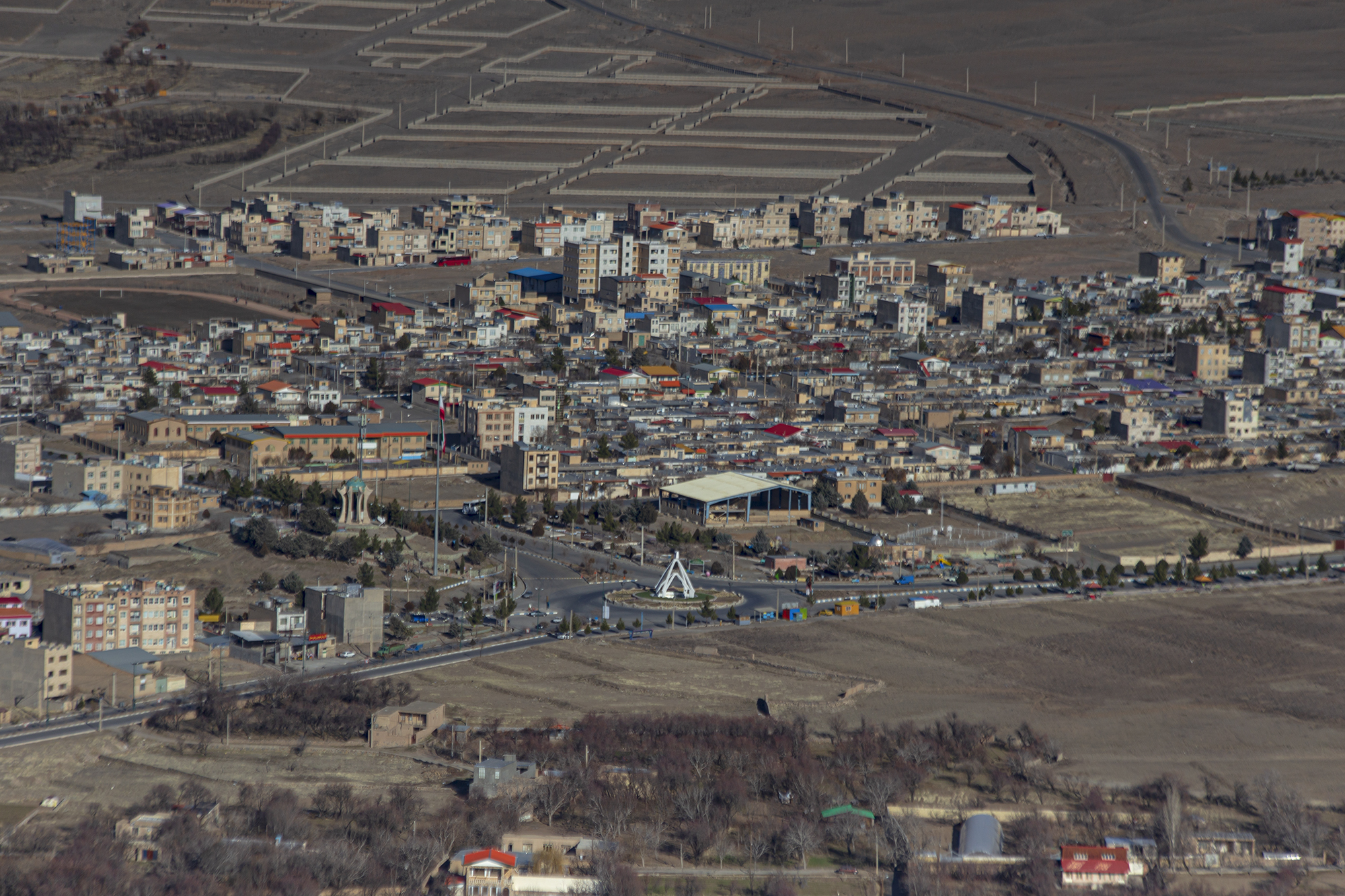
نمای شهر تفرش از ارتفاعات شهر

از کوه‌های مهم آن، کوه دوقلو دو برادران (بلندترین قله ح ۹۲۱، ۲ متر) و قرِه گُوزیل قَرِلان (بلندترین قله ح ۴۲۰، ۲ متر) است. در این شهرستان غارهایی وجود دارد، از جمله: گاوخور/ گاوخُل (خل در اصطلاح محلی: سوراخ)، علی خورنده، و اَمْجَک.
کوه‌های قشلاق (ارتفاع ح ۳۶۲، ۲ متر) و گندم کوه (ارتفاع ح ۱۵۶، ۲ متر) از شمال و منار (ارتفاع ح ۲۳۷، ۲ متر) و نقره کمر (ارتفاع ح ۳۷۹، ۳ متر) از جنوب شرقی شهر را احاطه کرده‌اند؛ از این‌رو تفرش را «چال تفرش» هم خوانده‌اند.
در قسمت شمال شهر تفرش قله گندم کوه واقع شده‌است این کوه مخروطی شکل۲۱۵۶متر ارتفاع دارد و تقریباً از تمام نقاط شهر قابل رویت می‌باشد و بنا به گفته قدیمی ها به این علت گندم کوه نامیده می‌شود که اگر از فراز گردنه خرازان به این کوه و تپه مجاور آن نگاه کنید مشاهده می‌کنید که کوه گندم کوه مانند یک خرمن بزرگ گندم است و تپه‌های مجاور آن مانند انبوهی از خرمن و گندم‌های کوبیده نشده‌است.
دیگر کوه‌های معروف: دیمنار، کوه دایره‌ای علی خورنده که دو غار علی خورنده و گاوخور در آن است و این کوه دایره‌ای زیبا نماد شهر است که از همه جای شهر قابل رویت است،
رود آب کمر در شهر جریان دارد. آب و هوای شهر نسبتاً سرد و خشک است. حداکثر دمای آن °۳۲ در تابستان‌ها و حداقل آن °۱۵- در زمستان‌ها می‌باشد.
یکی از جاذبه‌های طبیعی تفرش آب معدنی «چشمه آب گراو» است. این چشمه به فاصله ۵ کیلومتری تفرش میان دو روستای قدس و طراران واقع گردیده و دسترسی به آن آسان است. آب آن معدنی و دارای خواص درمانی است.

### تأمین آب
سیستم آبیاری و هدایت آب، از دیرباز در این شهر به صورت قنات و آب انبار بوده و ویرآب‌های متعددی با توانایی مهندسی بالا، جهت مصارف شرب یا کشاورزی ساخته شده‌است.
در سال ۱۳۸۵ خورشیدی شهر تفرش ۵۰۵۰ فقره انشعاب آب و ۳۸۰۰ فقره انشعاب فاضلاب، یک باب تصفیه‌خانه فاضلاب با ظرفیت تصفیه ۲۰ لیتر در ثانیه داشت.
حفر و استفاده از قنات برای تأمین آب شرب و کشاورزی از هنرهای منحصربه‌فرد ایرانیان از صدها سال گذشته می‌باشد که در جای جای این سرزمین پهناور وجود یک قنات موجب آبادانی و رونق کشاورزی آن منطقه می‌باشد تفرش هم از این قاعده مستثنا نبوده و وجود ده‌ها قنات کوچک و بزرگ از صدها سال پیش خود یکی از دلایل سرسبزی وزیبایی این دیار می‌باشد در اینجا به معرفی قناتهای معروف تفرش می‌پردازیم:
- قنات بزرگ ششناو با آبدهی دایمی مربوط به دوره سلجوقیان که مظهر آن در داخل مسجد تاریخی ششناو می‌باشد قنات کنار برکه از ابتدای بهار تا اوایل تابستان سرسبزی و طراوت خاصی به منطقه زیبای کناربر می‌بخشد.
- قنات استریه به موازات قنات کناربر در آنسوی رودخانه کناربر در کوهپایه کوه ورمنار به صورت فصلی جاری می‌باشد قنات جمال آباد به صورت دایمی در منطقه جمال آباد سهم عمده‌ای در آبیاری زمین‌های کشاورزی آنجا دارد.
- قنات خرزنو در بالای پارک حکیم نظامی ضمن مصارف کشاورزی با داشتن چشم‌اندازهای زیبا در تمام فصول سال گردشگران زیادی از مناظر و آب قنات استفاده می‌کنند.
- قنات کهریز کریان در۲۵کیلومتری غرب تفرش درتمامی ایام سال مسافران زیادی از چشمه و مناظر بسیار زیبای اطراف آن بهره‌مند می‌شوند.
- قنات آسیابه در کنار رودخانه آسیابه قرار دارد و بخش بزرگی از زمین‌های کشاورزی منطقه را تحت پوشش جهت آبیاری قرار می‌دهد.

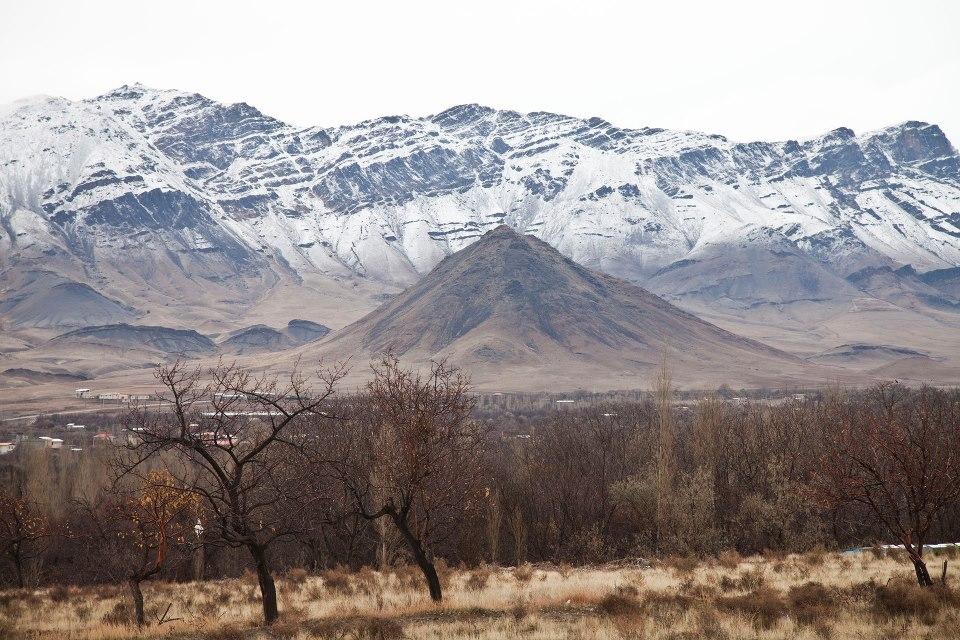
گندم کوه در تفرش
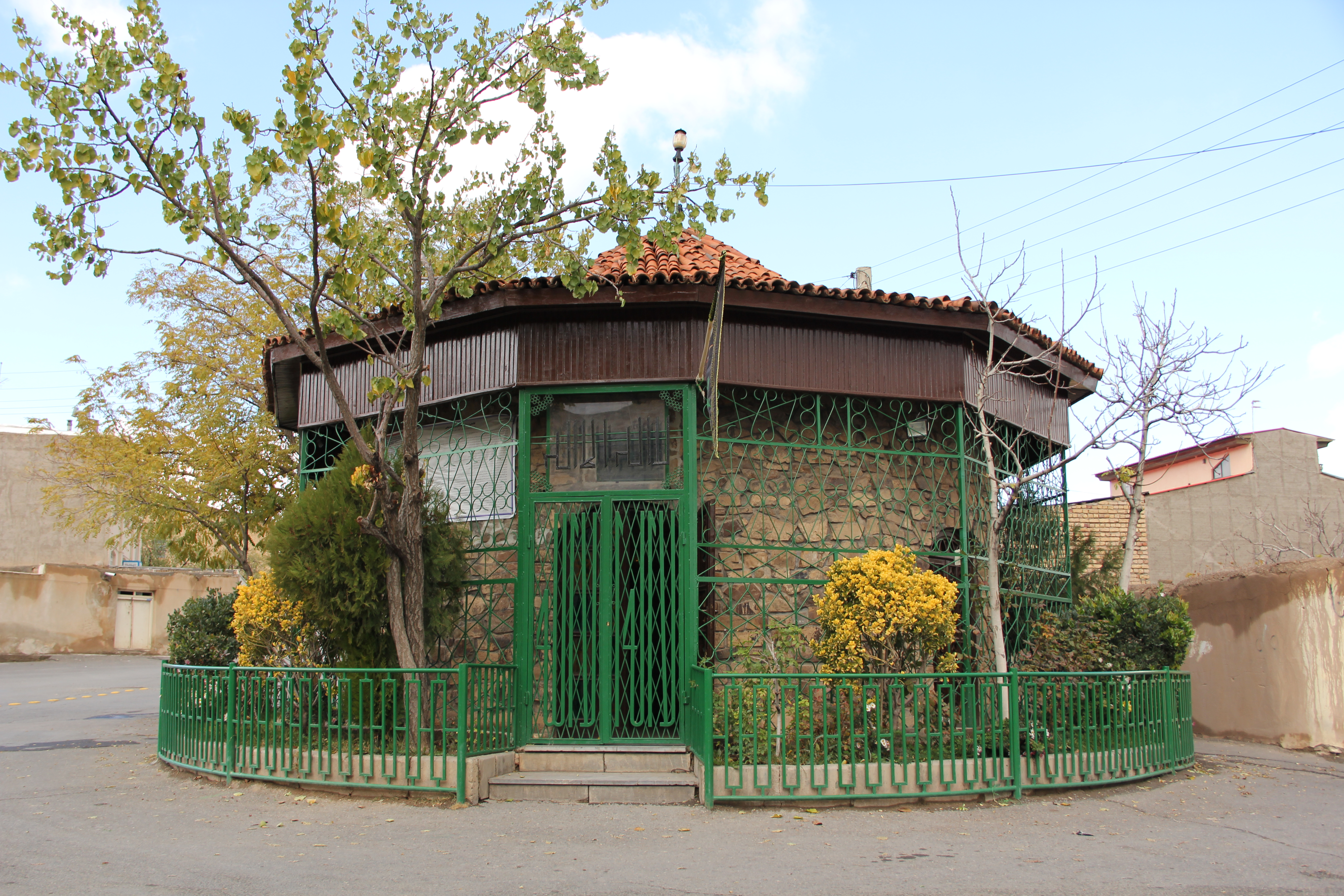
مقبره محمود حسابی

### اقلیم
متوسط بارندگی بلند مدت سال زراعی تفرش در ۳۱۴ میلی‌متر می‌باشد. سال زراعی ۷۱–۷۰ با بیشترین مقدار بارندگی ۴۶۴ میلیمتر و سال زراعی ۷۶–۷۵ باکمترین مقدار بارندگی ۱۹۴ میلی‌متر ثبت و گزارش شده استمتوسط سالیانه دمای شهر تفرش ۱۳/۴ درجه سانتی گراد و ماه مرداد با میانگین۲۶/۶ درجه سانتی گراد گرمترین ماه و ماه بهمن با میانگین ۰/۹ درجه سانتی گراد سردترین ماه سال می‌باشد.
میانگین سالانه رطوبت شهر تفرش ۴۶ درصد می‌باشد که دی ماه بامیانگین ۶۵٪ مرطوبترین ماه و ماه تیر و مرداد با میانگین ۲۸٪ خشکترین ماه سال می‌باشد.
میانگین تبخیر سالانه ۱۹۸۲/۲ میلیمتر و بیشترین تبخیر ماهانه نیز در ماه مرداد ۴۰۹/۲ میلیمتر صورت می‌گیرد. طول دورهٔ خشکی تفرش ۱۵۰ روز، از اوایل خرداد تا اوایل آبان است،
دورهٔ اوایل اسفند تا اوایل اردیبهشت بیشترین بارندگی سالانه را دارد.
باد غالب تفرش غربی (۲۷۰ درجه) می‌باشد و بیشترین سرعت باد وزیده شده به میزان ۹۰ کیلومتردر ساعت در ماه بهمن ۱۳۸۲ گزارش شده‌است.
اقلیم تفرش بر مبنای روش دومارتن نیمه خشک و بر مبنای روش آمبرژه نیمه خشک و سرد می‌باشد.
| داده‌های اقلیم Tafresh (2002–2018) | داده‌های اقلیم Tafresh (2002–2018) | داده‌های اقلیم Tafresh (2002–2018) | داده‌های اقلیم Tafresh (2002–2018) | داده‌های اقلیم Tafresh (2002–2018) | داده‌های اقلیم Tafresh (2002–2018) | داده‌های اقلیم Tafresh (2002–2018) | داده‌های اقلیم Tafresh (2002–2018) | داده‌های اقلیم Tafresh (2002–2018) | داده‌های اقلیم Tafresh (2002–2018) | داده‌های اقلیم Tafresh (2002–2018) | داده‌های اقلیم Tafresh (2002–2018) | داده‌های اقلیم Tafresh (2002–2018) | داده‌های اقلیم Tafresh (2002–2018) |
| ماه                               | ژانویه                            | فوریه                             | مارس                              | آوریل                             | مه                                | ژوئن                              | ژوئیه                             | اوت                               | سپتامبر                           | اکتبر                             | نوامبر                            | دسامبر                            | سال                               |
| --------------------------------- | --------------------------------- | --------------------------------- | --------------------------------- | --------------------------------- | --------------------------------- | --------------------------------- | --------------------------------- | --------------------------------- | --------------------------------- | --------------------------------- | --------------------------------- | --------------------------------- | --------------------------------- |
| میانگین بیش‌ترین °C (°F)           | ۱۱٫۷۵ (۵۳)                        | ۱۳٫۸۵ (۵۷)                        | ۱۹٫۱۷ (۶۷)                        | ۲۳٫۵۹ (۷۴)                        | ۲۸٫۱۸ (۸۳)                        | ۳۳٫۸۶ (۹۳)                        | ۳۵٫۹۳ (۹۷)                        | ۳۵٫۰۱ (۹۵)                        | ۳۱٫۶۷ (۸۹)                        | ۲۶٫۳۸ (۷۹)                        | ۱۷٫۶۸ (۶۴)                        | ۱۳٫۷۸ (۵۷)                        | ۲۴٫۲۴ (۷۶)                        |
| میانگین روزانه °C (°F)            | ۰٫۹۹ (۳۴)                         | ۳٫۱۷ (۳۸)                         | ۸٫۳ (۴۷)                          | ۱۲٫۷۴ (۵۵)                        | ۱۸٫۳۲ (۶۵)                        | ۱۱٫۴۲ (۵۳)                        | ۲۸٫۰۲ (۸۲)                        | ۲۷٫۰۷ (۸۱)                        | ۲۲٫۷۹ (۷۳)                        | ۱۶٫۲۲ (۶۱)                        | ۷٫۳۹ (۴۵)                         | ۳٫۰۸ (۳۸)                         | ۱۴٫۴ (۵۸)                         |
| میانگین کم‌ترین °C (°F)            | −۱۱٫۴ (۱۱)                        | −۹٫۴۳ (۱۵)                        | −۳٫۸۷ (۲۵)                        | −۰٫۱۳ (۳۲)                        | ۵٫۹۲ (۴۳)                         | ۱۱٫۴۲ (۵۳)                        | ۱۶٫۳۵ (۶۱)                        | ۱۵٫۷۲ (۶۰)                        | ۱۰٫۱۶ (۵۰)                        | ۴٫۰۷ (۳۹)                         | −۴٫۴۳ (۲۴)                        | −۸٫۷۱ (۱۶)                        | ۲٫۱۳ (۳۶)                         |
| بارندگی میلی‌متر (اینچ)            | ۳۲٫۵۷ (۱٫۲۸)                      | ۳۴٫۳۹ (۱٫۳۵)                      | ۵۵٫۰۵ (۲٫۱۷)                      | ۴۸٫۸۲ (۱٫۹۲)                      | ۳۰٫۸۲ (۱٫۲۱)                      | ۳٫۸۶ (۰٫۱۵)                       | ۲٫۵۶ (۰٫۱)                        | ۱٫۲۵ (۰٫۰۵)                       | ۱٫۹ (۰٫۰۷)                        | ۱۸٫۸۹ (۰٫۷۴)                      | ۴۰٫۲۷ (۱٫۵۹)                      | ۳۲٫۹۶ (۱٫۳)                       | ۳۰۳٫۳۶ (۱۱٫۹۴)                    |
| [ نیازمند منبع ]                  |                                   |                                   |                                   |                                   |                                   |                                   |                                   |                                   |                                   |                                   |                                   |                                   |                                   |

## تاریخچه
محدوده فعلی تفرش جز متصرفات هخامنشیان، مادها و اشکانیان بوده از دوره ساسانیان گورهای حوض گونه زرتشتیان و بعضی دژها به یاد مانده‌است و بعد از آن در زمان طاهریان و صفاریان و سامانیان و آل بویه و غزنویان نیز با وجود عدم وجود آثار، جزو متصرفات آن به‌شمار می‌رفته در دورهٔ ساسانیان جزئی از حصهٔ قباد بوده‌است. و در دورهٔ خلافت عمر و هم‌زمان با فتح اصفهان، کاشان و قم شهر تفرش نیز توسط «مالک بن عام اشعری» فتح شد. در کتب جغرافیایی پس از اسلام، این شهر جزء ولایت کوهستان یا جبال یا عراق عجم آمده‌است. اما تا سالیان بعد، عدهٔ زرتشتیان در تفرش بسیار بوده‌اند. در دوره سلجوقیان نام تفرش به صورت طبرس رواج پیدا کرد و برخی از بزرگان و ادبا خود را به آن منسوب و مقلب نمودند.
اینگونه اسلام در آنجا همه گیر شد که به‌طور مثال کنیه طبرسی ویژه رجال شیعه بوده و مورد اصلی آن نیز کتب امامیه است و این انتساب با این که از عدد انگشتان دست تجاوز نمی‌کند، مشخص‌کننده نفوذ امامیه در تفرش و رواج آن از دیرباز است. پس از درگذشت فاطمه معصومه در قم و تبدیل شدن قم به یکی از مراکز مهم شیعه، تشیع به تفرش راه می‌یابد. چنان‌که حمدالله مستوفی در سدهٔ هشتم، آن را شهری شیعه‌نشین معرفی می‌کند.
در دوره خوارزمشاه تفرش دهستان در محدوده اقلیم عراق عجم (اراک) بوده‌است و در فاصله سال‌های ۷۴۰–۸۳۸ در حدود متصرفات آل جلایر محسوب می‌شده‌است. از مغولان و تیموریان هیچ اثری در تفرش دیده نمی‌شود در اوایل دورهٔ صفویه تفرش از شکارگاه‌های سلطنتی شاهان صفوی شمرده می‌شده‌است. در زمان حکومت شاه عباس اول عده‌ای از سادات تفرش به دربار صفوی راه‌یافتند.
این شاخه از سادات که به سبب در دست داشتن مهر سجاد معروف به میر مُهردار بودند، تا اواخر دورهٔ صفوی و تا زمان شاه سلطان حسین منصب مُهرداری شاهان صفوی را حفظ کردند. تفرش در روزگار صفویه به ویژه پادشاهی شاه عباس بزرگ رو به آبادانی نهاده‌است ومردم تفرش با انجام خدمات برجسته در دستگاه‌های  حکومت صفوی نفوذ نمود تفرش در ایام سلطنت افشاریان تا سال ۱۲۱۸ جزو متصرفات ایشان بوده‌است تختگاه زندیان شیراز و خاک تفرش در آن روزگار جزء متصرفات آنان بوده‌است؛ و در این زمان مکتب خانه‌های متعددی در تفرش تأسیس شده که نوجوانان در آن ه به فراگرفتن مقدمات فارسی و تعلم قرا، می‌پرداخته‌اند در دوران قاجاریه است که مردانی از تفرش در کار سیاست مملکت وارد می‌شوند و در راه خدمت به ایران حتی از بذل جان خود نیز دریغ نمی‌ورزند باز در همین دوره‌است کهبه سبب توجه پادشاهان قاجار به منطقه روحانیان و علمای مذهب عده‌ای از سادات بنی فاطمه تفرش در دستگاه حکومت رشد کرده تا جایی که به مناصب بزرگ گمارده می‌شوند و یکی از ویژگی‌های دوره قاجاریه گسترش مکتب خانه‌ها و تکثیر و فراوانی میرزاها در تفرش آشتیان و فراهان است ولی روی هم رفته جامعه تفرش در دوره قاجاریه دهقانی ولی غیر متحجر بوده‌است. در دورهٔ قاجاریه تعداد زیادی از اهالی تفرش به سبب سواد و خوش‌خطی به مشاغل دیوانی و منشی‌گری گمارده شدند.
ابن مقفع بنای آن را به «طبرش بن همدان» نسبت داده‌است. ظاهراً در دورة ساسانیان جزو حصه قباد، که آن را «خوره قباد» می‌گفتند، بوده‌است؛ چنان‌که حسن بن محمد قمی به تپه‌ای در قم مشرف بر تفرش به نام «تلّمآستر»، که یکی از سیزده تفریحگاه «مملکت قباد» بوده، اشاره کرده‌است. ظاهراً در دورة خلافت عمربن خطاب (۱۳–۲۳) هم‌زمان با فتح قم و اصفهان و کاشان، تفرش نیز توسط مالک بن عام اشعری فتح و مردم آن به دین اسلام گرویدند. در زمان حجاج ابن یوسف ثقفی با توجه به تشییع اشعریون و شکنجه و قتل آنان به ایران مهاجرت و درقم سکنی گزیدند. در قرن دوم تفرش یکی از رستاقهای قم بود.
در زمان هارون الرشید (۱۷۰–۱۹۳) سلمة بن سلمه همدانی رستاق تفرش و مزارع آن را به مهاجران عرب اشعری واگذار کرد. در قرن سوم، یعقوبی (همان‌جا) نیز تفرش را یکی از رستاقهای قم ضبط کرده‌است. پس از مرگفاطمه معصومه در ۲۰۱، قم به یکی از مراکز مهم شیعه تبدیل شد و مذهب شیعه از آنجا به ناحیه تفرش راه یافت. به نوشته راوندی (ص ۳۹۵)، تفرش و آوه (آبه) و قم و کاشان در دوران وی، قرن ششم، از مکان‌های رافضیان بوده‌است. در قرن هشتم، حمداللّه مستوفی (ص ۶۸) آن را ولایتی با سیزده دیه، هوای معتدل، غله، میوه و شش هزار دینار حقوق دیوانی خوانده و اهالی تفرش را شیعه و فم و طرخوران را از روستاهای بزرگ آن ذکر کرده‌است. از این دوره دستِکم تا قرن دهم مطلب چندانی دربارهٔ تفرش دیده نشده‌است.
ظاهراً تفرش در دورة صفوی (ح ۹۰۶–۱۱۳۵) و حتی پس از آن برای شکار موقعیت مطلوبی داشته و از شکارگاه‌های شاه اسماعیل اول (حک:۹۰۵–۹۳۰) محسوب می‌شده‌است، به ویژه در زمان حکومت شاه عباس اول (۹۹۶–۱۰۳۸)، تفرش آباد شد و بزرگان آن توانستند به دربار راه یابند. در اوایل قرن یازدهم، امین احمد رازی (ج ۲، ص ۴۹۰) تفرش را ولایتی در اقلیم چهارم، با آب و هوای معتدل و میوه‌های خوب وصف کرده و نوشته که آب آنجا از چشمه و کاریز تأمین می‌شود. وی دربارهٔ غار گاوخور نیز سخن گفته‌است.
در دوره ناصرالدین شاه قاجار (۱۲۶۴–۱۳۱۳) تفرش را ییلاق ممتاز عراق (اراک) خوانده شده و گفته شده‌است که خشکبار آن به خارج از کشور صادر می‌شود. وی اهالی آنجا را خوش سیما و صاحب ذوق و هنر و دانش وصف کرده‌است.
اعتمادالسلطنه نیز در همین دوره، به شکارگاه خوبی در حوالی تفرش که در آن ارغالی (قوچ کوهی) و کبک بسیار بوده و نیز به قلعه‌ای در آبادی خرازان و قناتی قدیمی در طرخوران به نام خرزنویه و امامزاده‌ای به نام احمدبن موسی اشاره کرده‌است.

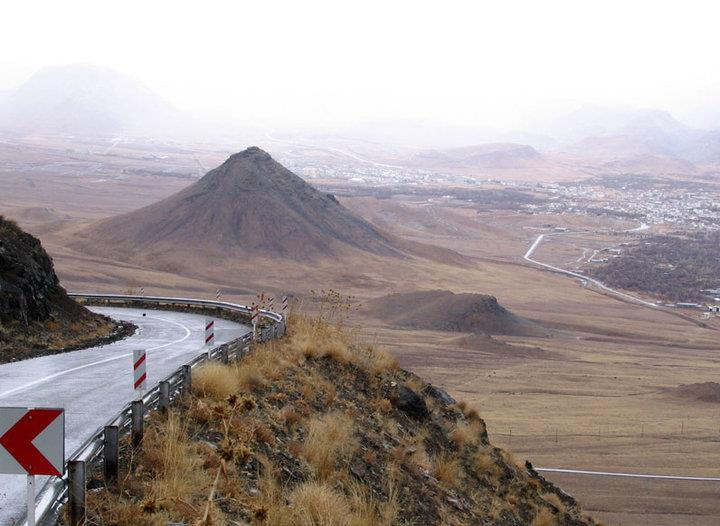
دیدی از تفرش، از گردنه خرازان
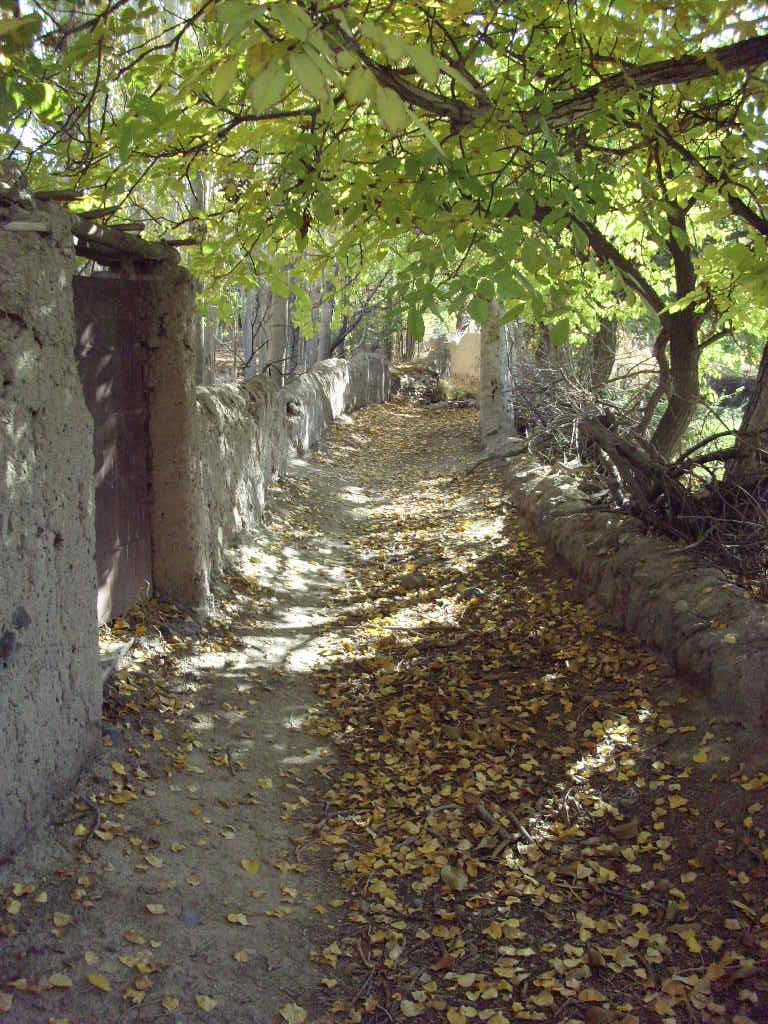
میانده تفرش
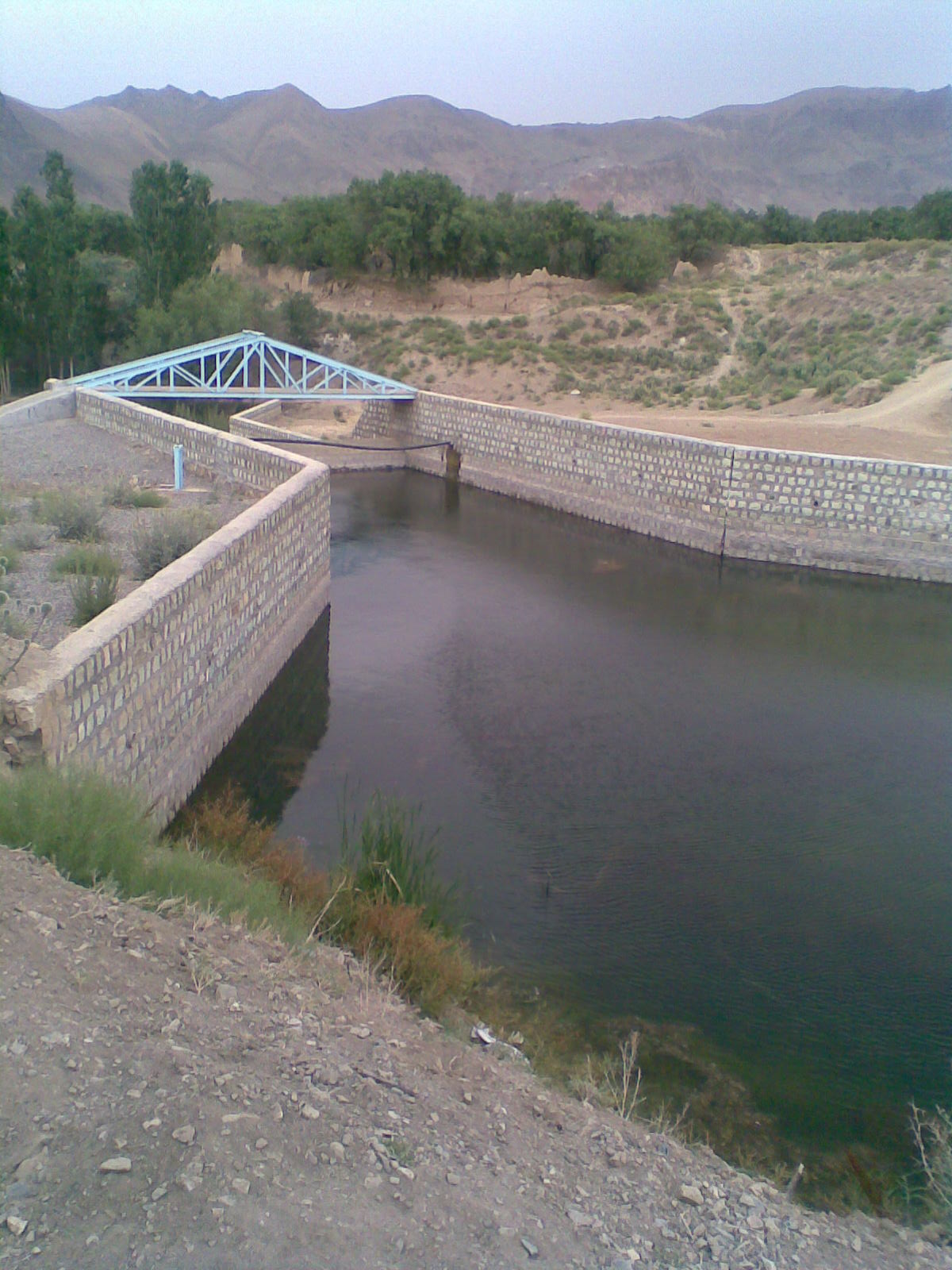
بند میر فرقان در روستای قدس
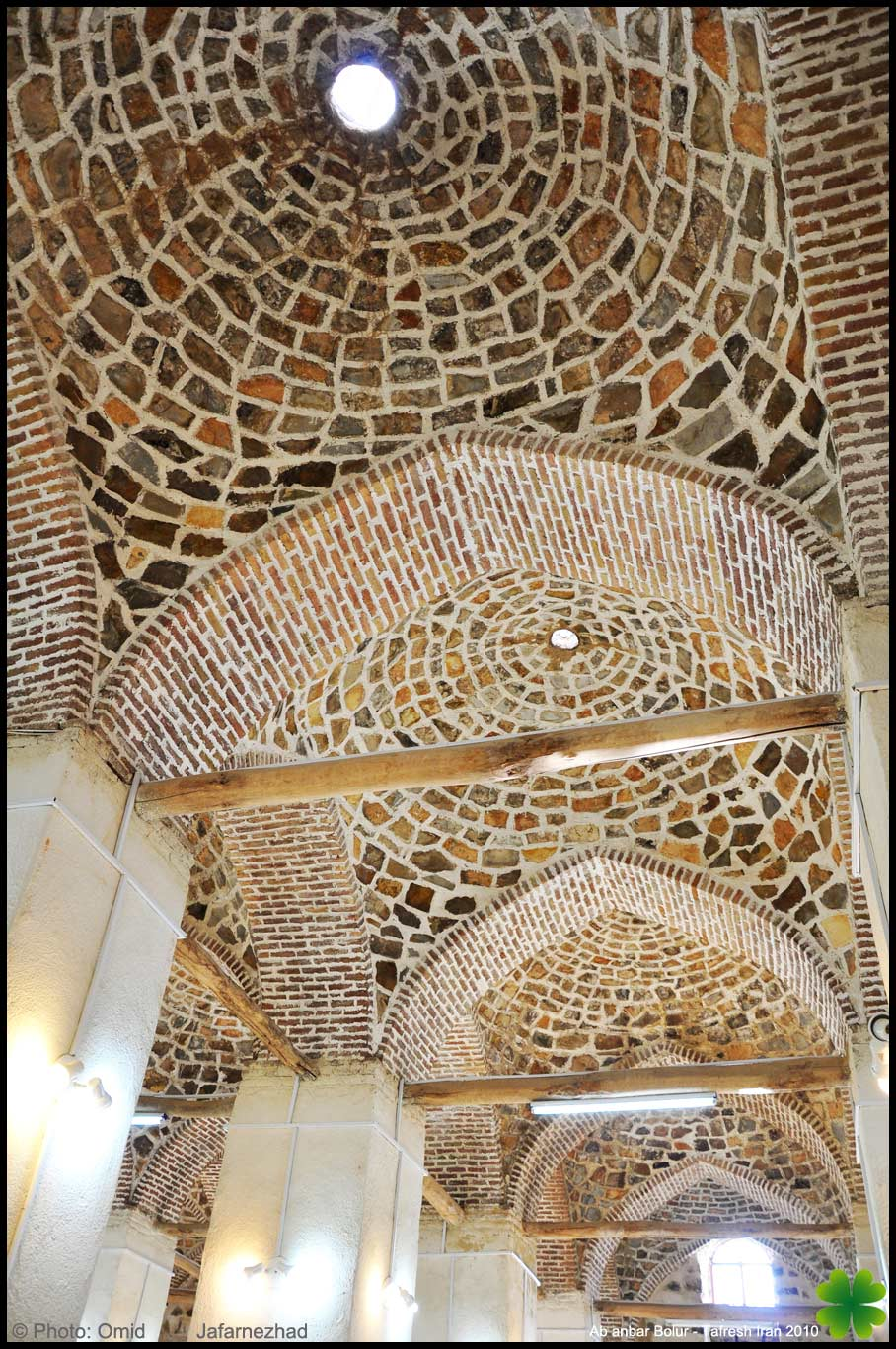
سقف آب‌انبار بلور. تفرش

## مردم‌شناسی

### جمعیت
شهر تفرش، مرکز شهرستان. در ارتفاع حدود ۱٬۸۷۸ متری، در ۸۵ کیلومتری شمال شرقی شهر اراک و در مسیر جادهٔ اراک ـ آشتیان قرار دارد.
اهالی روستانشین تفرش عمدتاً به زراعت، باغداری، دامداری و صنایع دستی اشتغال دارند. محصول مهم این شهرستان، گندم و جو و حبوبات است. بادام و گردو و سیب و انگور و گلابیِ آنجا صادر می‌شود. قالی و قالیچه و گلیم از محصولات صنایع دستی آنجاست. فرش‌های تفرش ارزش صادراتی دارند و مهم‌ترین بازار فروش آن‌ها در ایران، شهرهای همدان و تهران و در خارج از ایران کشور آلمان است (فرهنگ جغرافیائی آبادیها، ج ۴۸، ص ۴۲).
اهالی تفرش اکثریت مردمان فارس زبان هستند و جمعیت برخی روستاها به‌ ترکی سخن می‌گویند. براساس سرشماری مرکز آمار ایران در سال ۱۳۹۵، جمعیت شهر تفرش ۱۶٬۴۹۳ نفر، متشکل از ۸٬۲۲۶ مرد و ۸٬۲۶۷ زن در قالب ۵٬۲۳۲ خانوار و جمعیت کل این شهرستان ۲۴٬۹۱۳ تن بوده‌است.

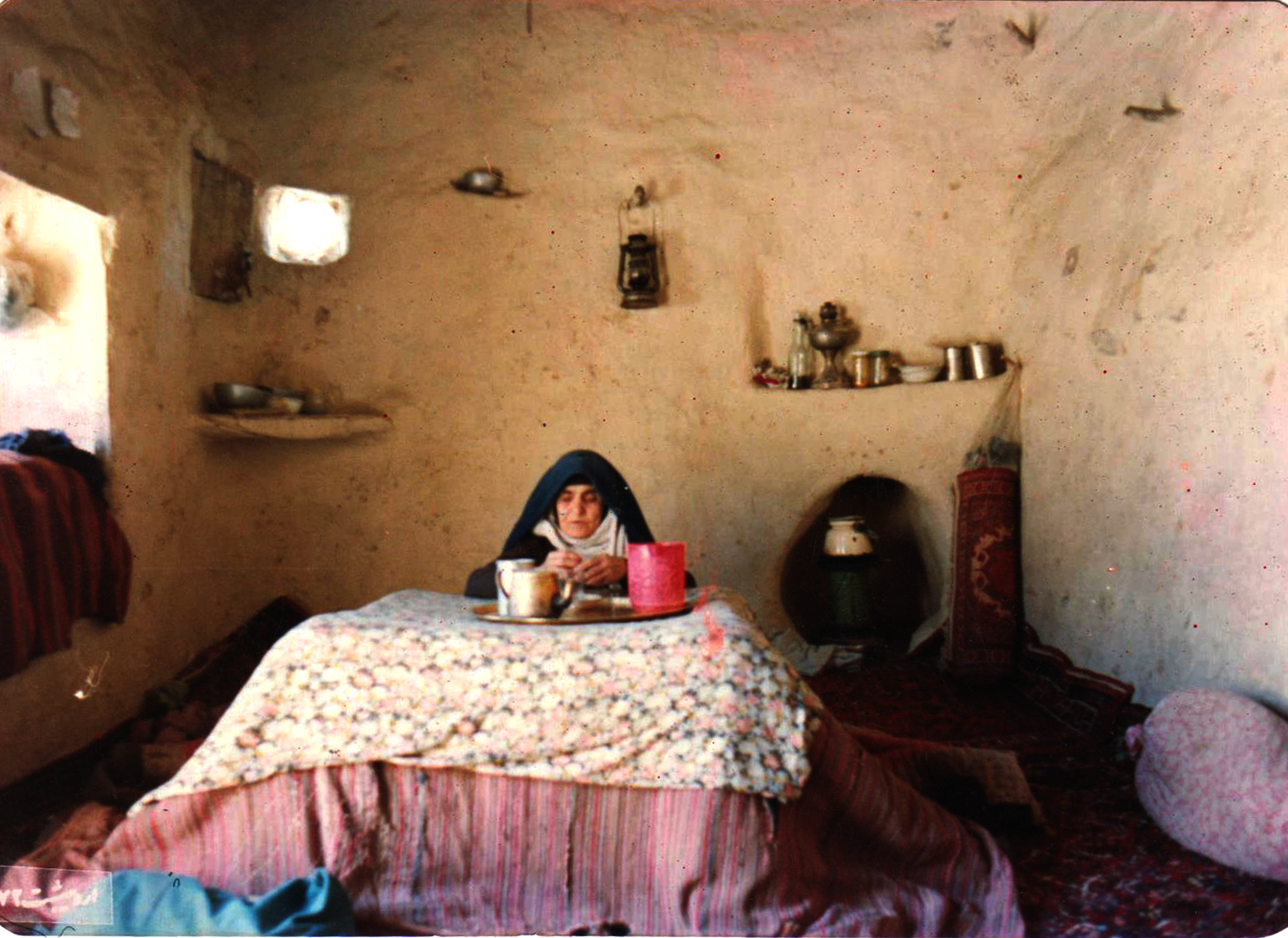
دکور و فضای داخلی خانه ای روستایی در تفرش- روستای گوگسگرد

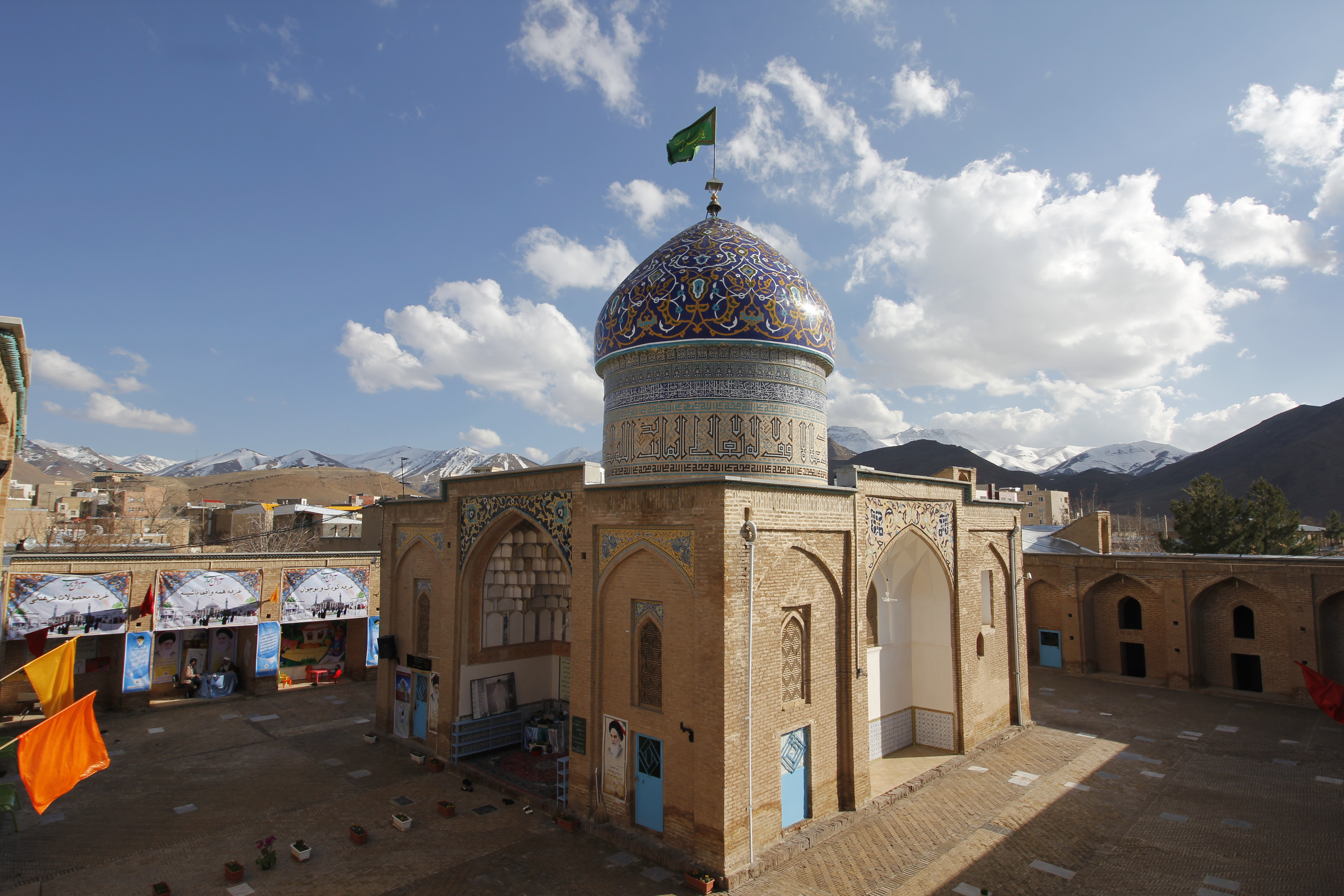
امامزاده محمد تفرش

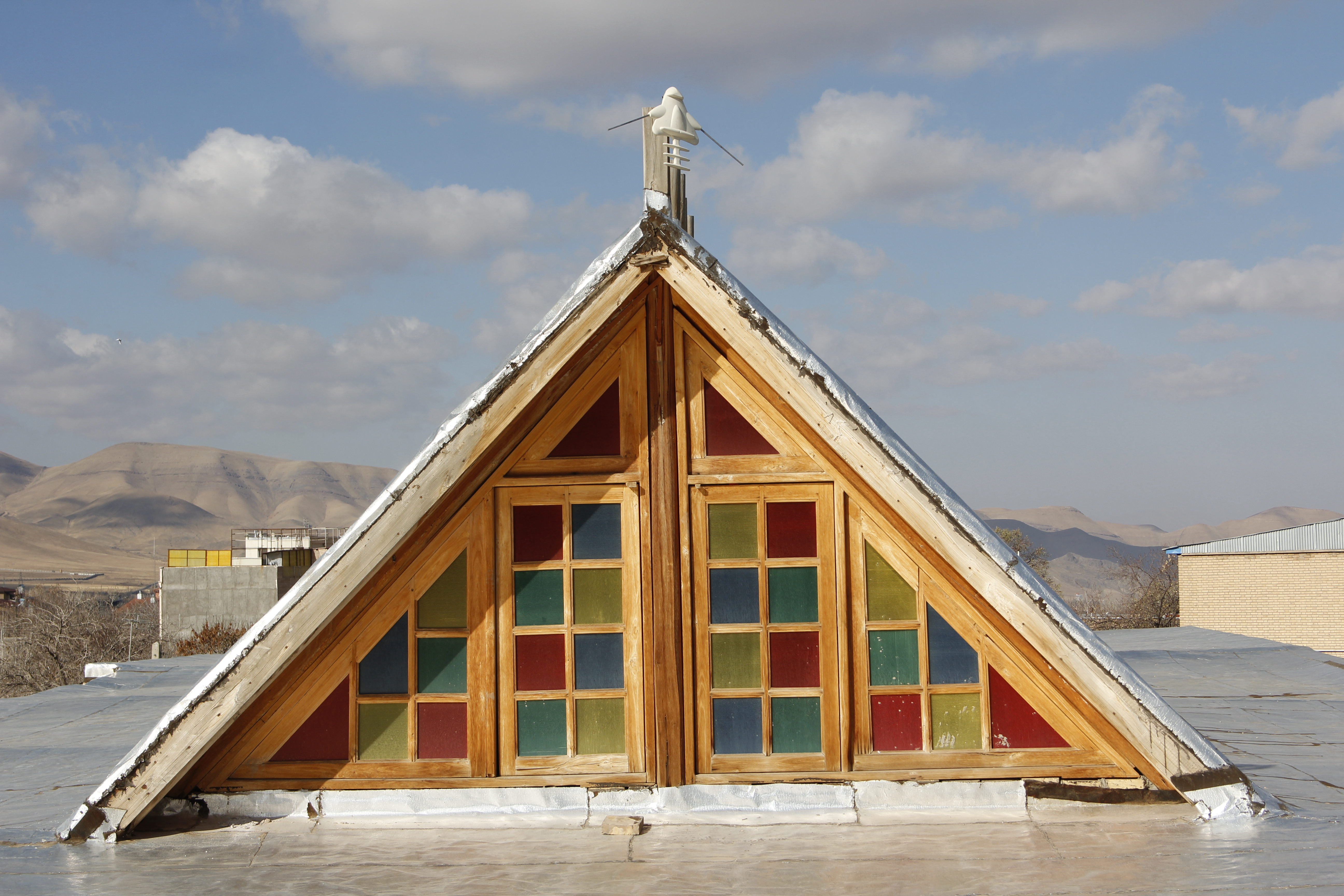
تکیه تاریخی زاغرم تفرش

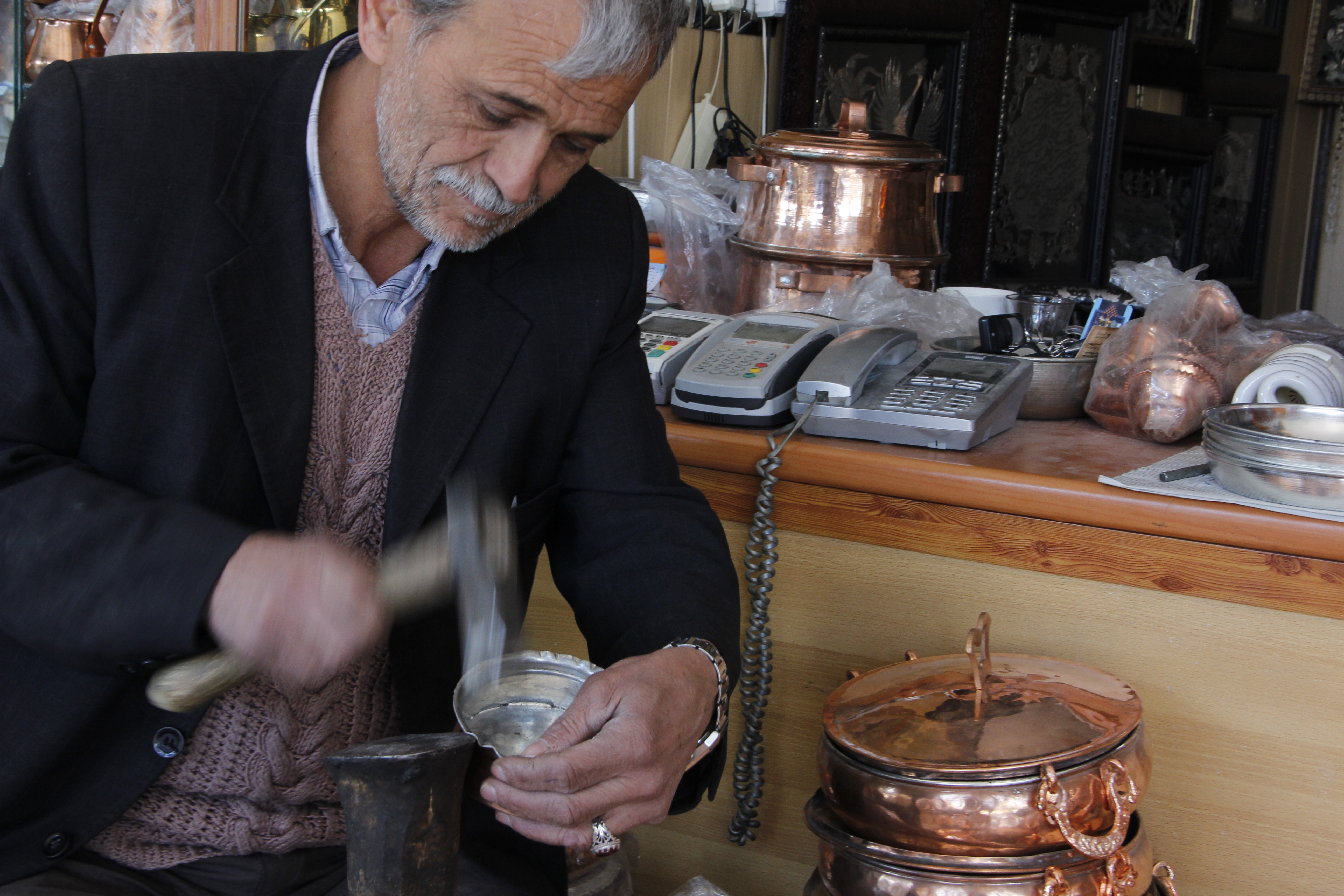
صنایع دستی تفرش

### زبان
زبان اصلی مردمان تفرش فارسی باستان هست که امروزه با گسترش زبان فارسی نوین، زبان پیشین و اجدادی خود کمتر مورد استفاده قرار می‌گیرد و جایگاه اش را به فارسی نو داده‌است، اما در یکی از روستاهای اطراف زبان تاتی همچنان صحبت می‌کنند. همچنین زبان ترکی نیز در برخی روستاهای اطراف تفرش و در یکی از روستاها ترکی خلجی صحبت میشود.

### دین و مذهب
دین تفرشیان در دوره باستان زرتشتی بوده. پذیرش اسلام در منطقه تفرش از اواخر قرن سوم آغاز شد. این پذیرش بیشتر در جریان تبادل فرهنگی صورت گرفت و از ان زمان تفرش به یکی از پایگاه‌های پیروان آیین شیعه و اهل باطن اسماعیلیان درآمد.

## اقتصاد

### بازار خرید
در بازار قدیم ترخوران و تفرش و آشتیان پیشه‌هایی مانند عطاری، دوافروشی، قماش فروشی، مسگری، صحافی، دوزندگی و غیره رواج داشت که این پیشه‌وران علاوه بر کالاهای خود، کتاب هم به فروش می‌رساندند.
از پیشگامان کتاب‌فروشی در شهر می‌توان میرزا محمدعلی پسر احمد آشتیانی (زنده به سال ۱۳۱۱ خورشیدی) (از صحافان شهر)، کربلایی محمود بازرجانی در محلهٔ فَم، و مشهدی محمدحسین جعفری در بازار ترخوران تفرش را نام برد
با گذر زمان دکان‌های دوگانه‌فروش بیشتر به شکل کتاب‌فروشی درآمدند و در آن‌ها علاوه بر کتاب نشریاتی مانند حبل‌المتین، صور اسرافیل، فرنگستان، ملت، وقایع اتفاقیه به مشتریان عرضه می‌شد.

## آموزش
شهر تفرش دارای سه دانشگاه دولتی و پیام نور و آزاد می‌باشد. دانشگاه دولتی تفرش زیر نظر پروفسور سید محمود حسابی بنیان نهاده شده‌است و در سال‌های اولیه تأسیس زیر نظر دانشگاه امیر کبیر تهران بوده‌است.
در این شهر مدارس متعددی وجود دارد ولی قدیمی‌ترین مدرسه که قدمت ۱۰۰ ساله دارد مدرسه ضیاییه نام دارد که در فم واقع می‌باشد.
کتابخانه عمومی شهرستان تفرش واقع در خیابان آیت‌الله سعیدی می‌باشد.

## گردشگری
از دوران پیش از اسلام نیز یادگارهایی در منطقهٔ تفرش به جا مانده‌است، از جمله: از قلعه‌های گبری، سنگ‌نگاره‌هایی در مناطقی از نقاط بیابانی تفرش و گورهای نشسته بر فراز روستای کبوران (گبران). از دیگر بناهای باستانی تفرش، آتشکده‌ای است که بر فراز روستای کبوران جای گرفته و به چهار طاقی معروف است
- شهر زیرزمینی و دستکند تفرش
- آرامگاه دکتر حسابی
- سنگ نگاره‌های یازیلی چای
- مقبره میرعلام تفرشی.[۳۷] و اسماعیل خان لشکر نویس تفرشی.[۳۸] در قبرستان قدیمی بنام سماق بنه درمحله استادیوم مربوط به قرن یازدهم هجری و اواخر دوران صفویه
- بقعهٔ ابوالعلی مهدی بن محمد از نوادگان جعفر صادق (دورهٔ ایلخانی)
- بقعهٔ امام‌زاده محمد از نوادگان جعفر صادق (دورهٔ خوارزمشاهیان)
- مسجد جامع شش ناو (دورهٔ سلجوقی)که یکی از قدیمترین مساجد تفرش است و مقصوره و شبستان و ایوان و صحن دارد و به سبب داشتن کاریزی قدیمی در صحن مسجد، که آب آن از طریق شش ناودان توزیع می‌شده، ششناو خوانده شده‌است. مقصوره ششناو، گنبدی به شکل کلاهخود متعلق به دورة سلجوقی دارد. به روایتی این مقصوره بر روی قبر محمد محدّث، از صحابه حسن عسکری، ساخته شده‌است. در سمت شمالی مقصوره، ایوانی متعلق به دورة صفوی دیده می‌شود[۳۹]
- بقعه شاهزاده محمد و بقعهٔ امام‌زاده قاسم (دورهٔ صفویه)
- قلعه توس
- بقعهٔ آقامؤمن تفرشی (داعی انجدانی)، حکیم و عارف و شاعر سدهٔ یازدهم و دوازدهم
- تکیه زاغرم شهر تفرش (دورهٔ قاجار)
- ویرانه‌های برج آقابیک در بازرجان
- قلعه مراد سلطان متعلق به دورة زندیه در بازرجان
- بقایای قبرهای قدیمی با سنگ قبرهای سفالی در آبادی کبوران[۴۰]
- آب انبار بلور (دورهٔ قاجار)
- کاروانسرای خانک
- خانه نظامی گنجوی
- خانه میر فخرایی (دورهٔ قاجار)
- خانهٔ سرهنگ ضیائی (دورهٔ قاجار)
- خانه عباسقلی خان میرپنج
- نمازخانه کهنه لو
- غسالخانه نقوسان
- خانه و محل تولد محمود حسابی[۴۱]
- قلعه باغکه (دوره قاجار)
- امامزاده احمد (تفرش)، از نوادگان موسی کاظم، متعلق به سده نهم در آبادی کوهین ایوان[۴۲][۴۳]
- امامزاده محمد، فرزند جعفر صادق، متعلق به دوره خوارزمشاهیان
- امامزاده بی بی / بی بی ستین در طرخوران / ترخوران[۴۴][۴۵][۴۶]
- غار امجک
- چشمه گراو، چشمه آب گوگردی
- آبشار قطره باران
- چهارطاقی بهاران (کبوران)
- از دیگر جاذبه‌های گردشگری می‌توان از دره دیزه، دره بدر، دره فرک، دره ستان، غار علی خورنده، غار گاو خور، غار نویوهی، غار پلنگ، غار دام دام تلخاب نام برد

### صنایع دستی

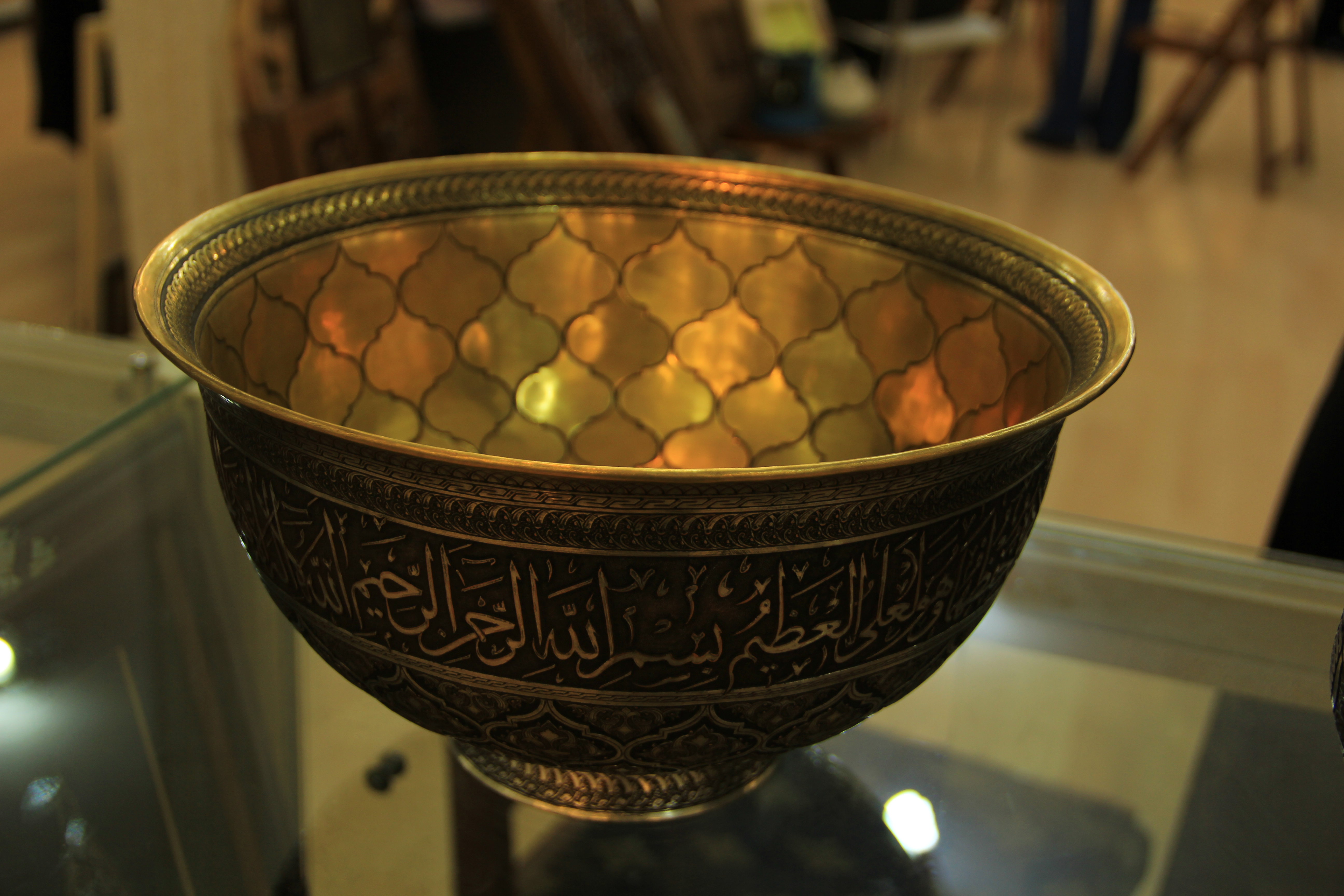

صنایع دستی تفرش شامل دست بافت‌های سنتی (قالیبافی، گلیم بافی)، رودوزی‌های سنتی (تفرشی دوزی یا درویشی دوزی)، آثار چوبی (منبت کاری، معرق)، آثار فلزی (مسگری، سفیدگری)و آینه کاری است.